# Lasers (groupe)
Pour les articles homonymes, voir Lasers.
Lasers est un groupe de musique électronique espagnol, originaire de Barcelone. Il est formé fin 2009 par Carlos del Valle, Alex Farré et Angel Ortiz. Peu de temps après, Ivan Lorenzo rejoint le groupe.

## Biographie
En 2010, ils remportent les Levi's Unfamous Music Awards. La même année, ils sortent leur première référence, un EP de 5 chansons sous le label Hubble Sound, avec le titre Lasers. Peu à peu, ils se définissent comme un groupe de musique électronique avec batterie, synthétiseurs, basse et samplers, passant d'un son shoegazing à un son plus proche du nu-disco et de la house.
En 2011, ils signent avec Irregular Label. Ils sortent Juno, et la même année il est nommé aux prix UFI (Unión Fonográfica Independiente) du meilleur album de musique électronique. En 2013, ils sortent sur Irregular Label leur troisième album, Exchange Levels et remixent le groupe Desert.
En 2018, ils sortent sur le label Beautiful Accident de Fernando Lagreca l'EP Possible Start Cnditions.

## Membres
- Carlos del Valle — synthétiseurs, guitare, voix
- Iván Lorenzo — claviers, basse
- Alex Farré — batterie

## Discographie

### Albums studio
- 2010 : Lasers
- 2011 : Juno
- 2013 : Exchange Levels
- 2018 : Possible Start Conditions

### EP
- 2009 : Planetary Machines
- 2012 : Solar Systen Remixes

### Remixes
- 2012 : This is the Last Time I Shake Your Hand - The Suicide of Western Culture, Remixes (2012)
- Desert  - Desert Remixed (Lasers Remix)